# Плати па клати
Плати па клати (енг. Paying for it), поднаслов успомене једног уживаоца проституције у слици и речи (енг. A comic strip memoir about being a john) је графичка новела канадског карикатуристе Честера Брауна, објављена у Америци 2011. године од стране независног издавача Drawn and Quarterly. Плати па клати је дело урађено у стилу мемоара и прати Честера Брауна који одлучује да постане 'уживалац проституције' након раскида са његовом тадашњом девојком, канадском водитељком и музичарком Сук-Јин Ли.
Плати па клати је исписана као мешавина мемоара Честера Брауна и полемике око легализације проституције. Након раскида са његовом тадашњом девојком Сук-Јин Ли, Браун одлучује да не жели да се посвети традиционалној мушко/женској вези и почиње да ступа у сексуалне везе са проституткама, а затим постаје заговорник за легализовање проституције.
Браун описује своје погледе на крају књиге, у есеју од педесет страница, који у себи такође садржи и писмо Честеровог дугогодишњег пријатеља и карикатуристе Сета. Увод у књигу је написао амерички карикатуриста и један од зачетника америчког независног стрипа, Роберт Крамб.
У Србији, Плати па клати је објављен од стране новосадског независног издавача Комико, у јуну 2020. године у оквиру њихове едиције Меридијани.
Плати па клати је 2016. године добио наставак "Mary Wept at the Feet of Jesus" у којем Браун оправдава проституцију користећи примере из Библије.

## Стил
Плати па клати је рађен у црно-белом стилу, у формату од осам панела који се не мења током целе радње романа. Људи који се појављују у књизи су нацртани као суве, мршаве фигуре које не показују емоције. Браун тврди да је бацио око 40 страница зато што су карактери "показивали превише емоција". 
Лица проститутки са којима Браун има сношај су прекривена балонима са текстом тако да девојке које се појављују у овом стрипу не буду идентификоване у стварном животу и многе од њих су нацртане шаблонски као бринете.
Браунов минималистички стил је искоришћен да представи како је плаћање за секс нешто сасвим уобичајено.
Браун себе илуструје у причи као сувог човека без емоција који нема смисао за хумор. У сцени када се Браун расправља са својим пријатељем Сетом о здрављу проститутки, његове емоције се не манифестују на његовом лицу или телу, већ на његовом балону са текстом који се полако претвара у кишну олују која прекрива целу страницу. 
Плати па клати је први Браунов стрип који не користи искључиво велика слова за писање текста, као што је то стандард у већини америчких стрипова.

## Радња
У јуну 1996. године, Сук-Јин саопштава свом момку Честеру Брауну (Чету) да се заљубила у другог човека, бубњара Џастина, и да би желела да испроба везу са њим. Честер ову везу одобрава, и Сук-Јинин дечко се усељава са њом и Честером. Честерови пријатељи сматрају да је његова ноншалантност сулуда реакција на ту ситуацију, поготово зато што он може да чује њих двоје како имају секс увече. Честер одлучује да не жели да тражи даље везе и планира да остане сам до краја свог живота. Једног дана на конвенцији у Сан Дијегу, Честер налеће на скуп који одржава његов омиљен Плејбој модел, Али Багет. На том скупу, она је наплаћивала педесет долара за слику и загрљај. У искушењу да то учини, Честер одлучује да би било паметније ппотрошити тих педесет долара на проститутку. Те вечери он почиње да размишља о идеји да оде код проститутке.
Када се вратио кући са конвенције, Честер је одлучио да закаже са пословном пратњом, али је нервозан пошто не зна како то да учини. Он сматра да би могла да га ухапси полиција, или да буде нападнут од стране макроа или опљачкан од стране пратње. Након неколико неуспелих покушаја, он успева да закаже код проститутке Карле, под лажним именом Стив Мекдугал. Чет успева да се састане са Карлом и њих двоје имају сношај који је краткотрајан. Након сношаја, њих двоје причају о њиховим животима, након чега се растају. Чет јој обећава да ће поново навратити и оставља јој бакшиш. Касније, он прича свој доживљај свом друштву, чије су реакције разноврсне, од гнушања до љубоморе. Сук-Јин се не противи Честеровој одлуци, али га моли да не доводи проститутке у њихов заједнички стан. Чет заказује још два састанка са Карлом, од којих се други завршава са свађом између њих двоје. Чет у повратку свом дому, размишља о настављању односа са Карлом и како ће њихова свађа утицати на њихову даљу везу.
Након тога, Честер одлази код различитих пратњи са којима су односи разноврсни. Понекад се њихове сесије завршавају добро, понекад лоше. Од свих са којима је био, за око му је запала Ен, која се у почетку чинила малолетном. Честер се после више састанака зближио са Ен и признао јој његово право име, али је осетио неку празнину након односа са њом, због којих одлучује да прекине да је виђа.
Роман је испресецан дискусијама Честера и његових пријатеља (Сета и Џоа) о легализацији проституције и моралности куповине пратњи.
За то време, Сук-Јин је раскинула са Џастином, и ступила у везу са човеком под именом Стив. Она даје до знања Чету да би требао да се исели из њиховог заједничког стана у којем су сво троје живели. Ту он упада у депресивну епизоду, из које се извлачи замишљајући себе у сопственом стану. Честер напушта њихову кућу и купује мањи стан недалеко од Сук-Јин. На крају, Чет купује стан, и схвата да сада има место где би могао да доводи проститутке, али да више нема пара да их плати.
Касније, истражујући по форумима, Честер сазнаје за Дениз и заказује састанак са њом. Овај састанак га одушевљава и он одлучује да закаже поновни састанак, али због рада на његовој књизи "Луиз Рујел" он не стиже да је види.
Након дужег размишљања, Честер схвата да се заљубио у Дениз и одлучује да ступи у моногамну везу са њом. Он то чини имајући на уму да ће она наставити да се бави проституцијом, и да ће он морати да плаћа да би је виђао. Ове чињенице му не сметају, упркос негативним коментарима његових пријатеља.
Новела се завршава разговором Честера и његовог пријатеља Сета у којем Честер каже: "Дакле, кад плаћаш за секс, нећеш се осећати празно, ако плаћаш правој особи."